# 鄭汝美
鄭汝美（1464年—？），字希大，福建福州府閩縣人，民籍，明朝政治人物。

## 生平
弘治二年（1489年）己酉科福建鄉試第四名舉人。弘治六年（1493年）中式癸丑科會試第四十八名，三甲第一百六十三名進士。官户部郎中。

## 家族
曾祖鄭鐸；祖父鄭城；父鄭天與，母周氏；繼母林氏。具庆下。子鄭允璋，嘉靖五年丙戌進士；曾孫鄭應經，字昌文，萬曆十六年戊子科舉人，官瑞安知县。